# Vértesboglár
Vértesboglár is een plaats (község) en gemeente in het Hongaarse comitaat Fejér. Vértesboglár telt 955 inwoners (2001).

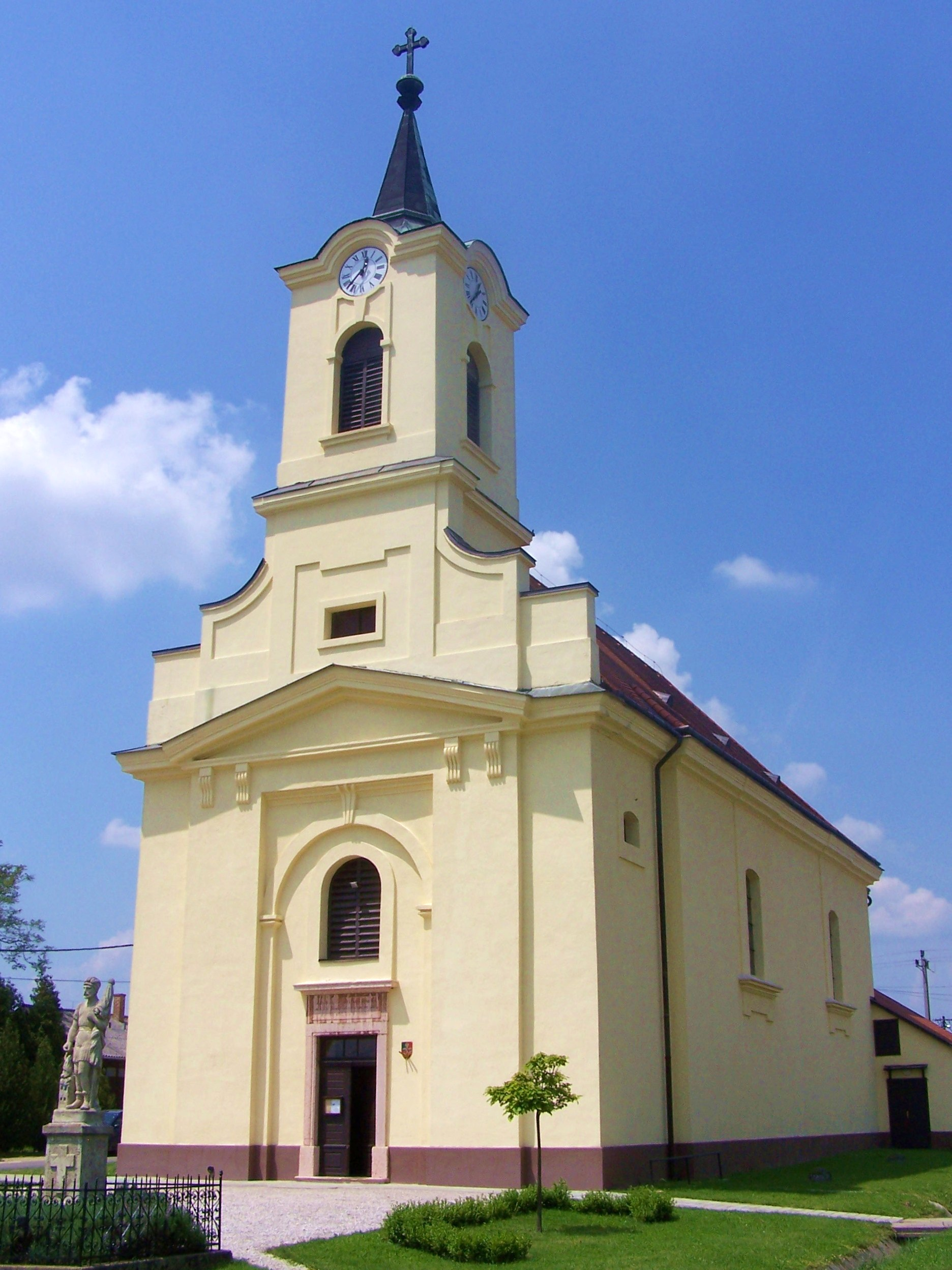
Kerk